# Сентиментальный марш
Надежда, я вернусь тогда, когда трубач отбой сыграет,

Когда трубу к губам приблизит и острый локоть отведёт.

Надежда, я останусь цел: не для меня земля сырая,

А для меня — твои тревоги и добрый мир твоих забот.
«Сентиментальный марш» (1957) — песня советского барда Булата Окуджавы.

## История
Песня «Сентиментальный марш» была написана в 1957 году, и посвящена Окуджавой Евгению Евтушенко. Прозвучала в исполнении автора в фильме Марлена Хуциева «Мне двадцать лет» (1965), завершая эпизод поэтического вечера в Политехническом. В фильме текст отличается одним словом от печатной версии (например, из книги «Стихотворения» 1989 года), и вместо строчки «На той далёкой, на гражданской» Окуджава поёт: «На той единственной гражданской». Вдова барда так объясняла замену эпитета: «…ранние песни Окуджавы часто были необъяснимы для него самого. Исполнял он их, импровизируя, нередко меняя слова. И мы вправе свободно относиться к воле автора в трактовке его текстов».
В 1966 Владимир Набоков перевёл текст песни на английский язык. Это был единственный случай, когда Набоков, отрицательно относившийся ко всему советскому, сделал перевод стихов советского поэта.
Наполовину переведённое, наполовину переиначенное двустишие из этой песни появляется в англоязычном романе Владимира Набокова «Ada, or Ardor: A Family Chronicle» (1969) — это один из обрывков песен, которые слышат его герои, ужиная в русском ресторане:
Nadezhda, I shall then be back

When the true batch outboys the riot…
где в первой строчке дан корректный перевод, а вторая строчка практически сохранила оригинальное звучание, но поменяла смысл.
В 1970-е было модно интерпретировать последние строки песни «…И комиссары в пыльных шлемах / Склонятся молча надо мной» в духе тогдашнего полулегального увлечения «белогвардейской» романтикой, т. е. лирический герой на самом деле погиб, сражаясь на стороне белых, а красноармейцы в буденовках — его убийцы. Это несомненно противоречит «оттепельному» духу произведений Окуджавы того периода (конец 1950-х), когда протест против советской действительности еще выражался в формах возвращения к чистым истокам революции, якобы замутненным впоследствии Сталиным (хрестоматийный пример — «Застава Ильича»).  